# San Cipriano (Viana del Bollo)
San Cipriano (llamada oficialmente San Cibrao) es una parroquia y un lugar del municipio español de Viana del Bollo, en la provincia de Orense, Galicia.

## Organización territorial
La parroquia está formada por dos entidades de población, constando una de ellas en el nomenclátor del Instituto Nacional de Estadística español:
- A Touza
- San Cibrao

## Demografía
Gráfica demográfica del lugar y parroquia de San Cipriano según el INE español:
| Gráfica de evolución demográfica de San Cipriano entre 2000 y 2023 |
|                                                                    |
| Datos según el nomenclátor publicado por el INE.                   |